# CalmeMara Verlag
Der CalmeMara Verlag ist ein unabhängiger Kinderbuchverlag mit Sitz in Bielefeld.

## Geschichte und Ausrichtung
Der CalmeMara Verlag wurde 2020 vom Bielefelder Unternehmer Ralph Anstoetz gegründet, um die wahren Geschichten der Tiere des Begegnungs- und Gnadenhofs Dorf Sentana zu erzählen. Inzwischen deckt der Verlag auch weitere Themenfelder, wie beispielsweise Inklusion, Diversität und Emotionen, ab. Den Schwerpunkt des Programms bildet weiterhin der Tier- und Umweltschutz. Passend dazu produziert der CalmeMara Verlag seine Bücher vegan bzw. nach dem Cradle to Cradle-Prinzip. Mit seinen Erlösen unterstützt der Verlag die sozialen Projekte und Tierschutz-Aktivitäten der Sentana Stiftung.
Unter anderem verlegt werden die Kinderbücher von Ann Kim Ha, Kathrin Lena Orso und Sandra Niermeyer.

## Auszeichnungen
2023 wurde der CalmeMara Verlag mit dem Deutschen Verlagspreis ausgezeichnet.
Für das Sachbuch Schlau wie Sau, geschrieben von Judith Allert und illustriert von Lisa Rammensee, erhielt der Verlag das Gütesiegel Umwelt-Buchtipp der Deutschen Akademie für Kinder- und Jugendliteratur.